# Dejektion
Dejektion  stammt aus dem Lateinischen und bedeutet so viel wie Ab- oder Ausstoßung.
In der Medizin und Tiermedizin bezeichnet man mit Dejektion (fachsprachlich: Dejectio) den Vorgang der Absonderung von Stoffen aus dem menschlichen (ggf. auch tierischen)  Körper. Im engeren Sinne wird der Begriff für den Stuhlgang (Defäkation) verwendet, allerdings ist der Begriff in der neueren Fachliteratur eher ungebräuchlich. Die stoffliche Absonderung selbst wird Dejekt genannt. Im weiteren Sinne werden auch andere Ausscheidungen (wie beispielsweise Schweiß) oder Auswurf als Dejekt bezeichnet.